# Not proven
Not proven (skotsk: No pruiven, skotsk gælisk: gun dearbhadh, dansk: ikke bevist eller ej bevist) er en form for skyldkendelse i straffesager ved skotske domstole.
"Not proven", der er en af tre mulige skyldkendelser, hvoraf de to andre er "guilty" (dansk: skyldig) og "not guilty" (dansk: ikke skyldig), har samme retsvirkning som "not guilty", idet tiltalte frifindes for anklagen. Imidlertid antages det, at "not guilty" anvendes når dommeren eller juryen er overbevist om, at tiltalte ikke begik forbrydelsen, mens "not proven" anvendes når dommeren og juryen ikke anser tiltaltes skyld for tilstrækkeligt godtgjort. Dette udlægges ofte sådan, at dommeren eller juryen, tror, at tiltalte er skyldig, men anerkender, at der ikke er tilstrækkelige beviser herfor.